# Alekszandr Vasziljevics Szuhovo-Kobilin

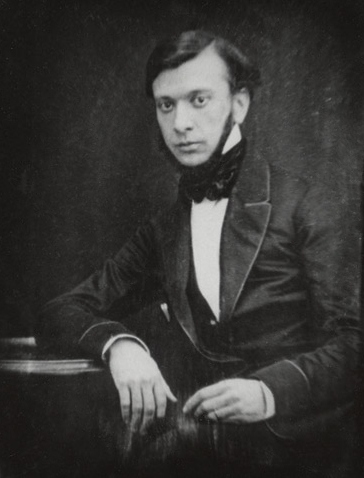
Szuhovo-Kobilin az 1850-es évek elején

Alekszandr Vasziljevics Szuhovo-Kobilin, oroszul: Александр Васильевич Сухово-Кобылин (Moszkva, 1817. szeptember 29. (ó-naptár: szeptember 17.) – Beaulieu-sur-Mer, 1903. szeptember 24. (ó-naptár: szeptember 11.) orosz drámaíró, filozófus.

## Életútja
Arisztokrata családban született. Tanulmányait Németországban végezte, ahol matematikát, fizikát, jogot és filozófiát hallgatott az egyetemeken. 1850-ben szakított a párizsi származású Louise Simon-Dimanche-sal, akit néhány nappal később holtan találtak, a gyilkosság gyanúja pedig az íróra terelődött. A vizsgálat hét éven keresztül folyt, azonban bizonyítékot nem találtak az ekkora már többször is letartóztatott Szuhovo-Kobilin ellen.
Művei többnyire filozófiai írások és három dráma. Ezek: Krecsinszkij házassága (vígjáték, 1850-1854), Az ügy (szatirikus dráma, 1862), Tarelkin halála (komédia, 1868), melyek egy trilógiát alkotnak.

## Magyarul
- Az ügy. Dráma; ford. Hernádi László; Színháztudományi Intézet, Bp., 1963 (Világszínház)
- Tarelkin halála. Vígjáték; ford. Hernádi László; Színháztudományi Intézet, Bp., 1964 (Világszínház)
- Drámák / Krecsinszkij házassága / Az ügy / Tarelkin halála; ford., utószó Elbert János; Európa, Bp., 1977